# Отра (река, впадает в Северное море)
О́тра (норв. Otra) — река в Норвегии.
Протекает в регионе Сёрланд. Истоки формируются в горах Сетесдальшеина в Бюкле в Эуст-Агдер на севере. Сама река берёт начало из озера Бреидватн, затем течёт вниз к Кристиансанну на юге, откуда впадает в пролив Скагеррак. Длина реки 245 км, площадь бассейна — около 3740 км². Отра занимает восьмое место в списке самых длинных рек Норвегии и является самой крупной в Сёрланде. Долина реки образует Сетесдаль — одну из традиционных областей Норвегии.
Вблизи реки немало озёр: Араксфьорд, Бюглансфьорд, Хартеватнет и Килефьорд. Тут есть 12 гидроэлектростанций около реки, производящих большую часть энергии для юга Норвегии.
Лосось распространён в Отре, так как вода не слишком кислотна. Известняковые скалы в водосборе сверху Сетесдаля служат буфером против окисления.